# Paratilapia polleni
Paratilapia polleni är en fiskart som beskrevs av Bleeker, 1868. Paratilapia polleni ingår i släktet Paratilapia och familjen Cichlidae. IUCN kategoriserar arten globalt som sårbar. Inga underarter finns listade i Catalogue of Life.